# سيفون فلتر:سلالة أوميغا
سيفون فلتر:سلالة أوميغا (بالإنجليزية: Syphon Filter: The Omega Strain) هي لعبة فيديو من نوع تسلل وتصويب منظور الشخص الثالث، تاريخ صدورها هو 4 أبريل 2004 . وهي متوفرة على أجهزة بلاي ستيشن 2 . اللعبة من تطوير إس سي إي بند ستوديو وهي من نشر سوني كمبيوتر إنترتينمنت .

## روابط خارجية
- سيفون فلتر:سلالة أوميغا على موقع IMDb (الإنجليزية)